# Álvaro García Segovia
Álvaro García Segovia (El Herrumblar, Castilla-La Mancha; 1 de junio de 2000), más conocido como Álvaro García, es un futbolista español. Juega como central zurdo y su equipo actual es el C. F. Fuenlabrada de la Primera Federación, cedido por el RCD Espanyol.

## Carrera deportiva
De El Herrumblar (Cuenca) de nacimiento, empezó su carrera en las categorías inferiores del Albacete Balompié hasta llegar a terminar su etapa de juvenil. 
En la temporada 2019-20, firma por el Club Atlético de Madrid "B" de la Segunda División B de España, en el que jugaría durante dos temporadas.
El 21 de agosto de 2021, firma por el RCD Espanyol B de la Segunda División RFEF por tres temporadas. En la temporada 2021-22, disputa 25 partidos en el grupo III en los que anota un gol. 
El 1 de diciembre de 2021, debuta con el primer equipo del RCD Espanyol en un encuentro de Copa del Rey frente a la SD Solares-Medio Cudeyo, que acabaría por victoria por dos goles a tres, en el que Álvaro participa 45 minutos.
El 23 de junio de 2022, firma por la UD Ibiza de la Segunda División de España, cedido por el RCD Espanyol.
El 31 de enero de 2023, rompe su contrato de cesión con la UD Ibiza y se compromete con el C. F. Fuenlabrada de la Primera Federación, cedido por el RCD Espanyol.

## Internacional
Álvaro ha sido internacional en 26 ocasiones con las categorías inferiores de la selección española. En su palmarés, ha conquistado el Campeonato Europeo Sub-17 de la UEFA 2017 disputado en Croacia y el Campeonato Europeo de la UEFA Sub-19 2019 disputado en Armenia.

## Clubes
| Club                        | País   | Año             |
| --------------------------- | ------ | --------------- |
| Club Atlético de Madrid "B" | España | 2019-2021       |
| RCD Espanyol B              | España | 2021-Actualidad |
| UD Ibiza (cedido)           | España | 2021-2023       |
| C. F. Fuenlabrada (cedido)  | España | 2023-           |